# ناجي القشطيني
ناجي بن عبد الوهاب بن عبد الحميد الجلبي القشطيني (1899 - 1972) شاعر عربي عراقي في القرن العشرين الميلادي/الرابع عشر الهجري عُرِف بإتجاهه الوطني. ولد في كربلاء أو بقرب بغداد ويتصل نسبه بآل حمدان (أمراء حلب). تعلم بالكلية الحميدية في سامراء، وعمل في التدريس. ثم كان مديرا للمطبوعات فمديرا للمكتبة العامة بغداد. ونشر ديوان شعره اللهفات و عيون الشعر من مختاراته، واعتزل العمل في أواخر أيامه. وتوفى بسكتة قلبية في بغداد.

## سيرته
ولد ناجي أو محمد ناجي بن عبد الوهاب بن عبد الحميد الجلبي القشطيني سنة 1899 هـ/ 1317 هـ في كربلاء. فاتصل بعلماء العصرة وأدبائه وشعرائه كصديق وقرأ ما وصلت إليه من منظوم ومنثور وعرف بين أقرانه بالجرأة والصراحة. وافسحت له صدور الدواوين وهم لم يبلغ العشرين من العمر. تعلم بالكلية الحميدية في سامراء، وعمل في التدريس.

نظم الشعر وأنشده متأثراً بأساتذته الذين كانوا يجيدون نظمه وإنشاده اخص منهم خاله العلامة عباس حلمي القصاب. وأول قصيدة نشرتها له جريدة الزهور البغدادية سنة 1916. وذلك بمناسبه انتصار العراقيين على الإنكليز بعد حصار الكوت (29 أبريل 1916) في شهر مايو تلك السنة. 

توفي ناجي القشطيني بسكتة قلبية في بغداد في سنة 1392 هـ/1972 م.

## عمله
عين معلمًا في مدرسة رأس القرية الابتدائية (1918)، ثم مديرًا لمدرسة البارودية الابتدائية (1921)، ثم نقل مدرسًا إلى المدرسة الثانوية المركزية للبنين في بغداد (1924)، فمدرسًا في مدرسة الكرخ (1929)، فمديرًا للمدرسة الشرقية المتوسطية (1938)، وبعدها انتقل إلى وزارة الداخلية مميزًا للمطبوعات مدة قصيرة ليعود من ثم إلى وزارة المعارف (1939) وليعين مديرًا للثانوية المسائية، ثم لمتوسطة الكرخ (1941)، أعيد إلى وزارة الداخلية مميزًا للمطبوعات العربية حتى عام 1946، ثم عودة إلى وزارة المعارف مرة أخرى مفتشًا اختصاصيًا (1954) وظل حتى أحيل إلى التقاعد (1963).

## شعره
اعتقد القشطيني إن القدرة على نظم الشعر واجادته هي «موهبة إلهية» وإن عوامله ودواعيه كثيرة. وأهمها الرغبة الشخصية ثم تقدر الناس وإعجابهم. وأكد أن الشعر العراقي - بل والعربي - قد تأثر بالحوادث السياسية العنيفة:المحلية والعالمية وترفع عما كان عليه الشعراء من استجداء ونفاق. وانطلق يعبر عن رأيه بصراحة ولقد ساهم كأكثر الشعراء المعاصرين له في النهضة العربية فظهرت شخصيتها كشاعر الوطني. يتكون ديوانه اللهفات من منظوم ومنثور وشروح ومقتبسات. وله مختارات سماها عيون الشعر.

## وصلات خارجية
- ناجي القشطيني في «أرشيف المجلات»
- ناجي القشطيني في «معجم البابطين لشعراء العربية في القرنين التاسع عشر و العشرين»